# Nationaal park Stora Sjöfallet
Nationaal park Stora Sjöfallet (Zweeds: Stora Sjöfallets Nationalpark) of Stuor Muorkke (Lule-Samisch) is een nationaal park in Lapland, in de gemeente Gällivare in het noorden van Zweden. Stora Sjöfallet beslaat 1278 km² en werd in 1909 gesticht. Het park grenst aan het nationaal park Sarek.
Het park wordt in tweeën gedeeld door het stuwmeer Akkajaure. De waterval Stora Sjöfallet, naamgever van het park en ooit een van de indrukwekkendste watervallen van Europa, valt niet meer onder het nationale park; ten gevolge van de aanleg van stuwdammen in de Grote Lule is deze waterval belangrijk in omvang afgenomen.
Stora Sjöfallet is een van de vier nationale parken in het werelderfgoed Laponia.